# Farid Mammadov
Farid Mammadov (azeri:  Fərid Məmmədov, født den 30. august 1991) er en aserbajdsjansk sanger, som repræsentere Aserbajdsjan til Eurovision Song Contest 2013 i Malmø, Sverige, med sangen "Hold Me".

## Diskografi

### Singler
| 2012 | "Gəl yanıma" | —  | —  | Ikke-album single |
| 2013 | "İnan"       | —  | —  | Ikke-album single |
| 2013 | "Hold Me"    | 92 | 73 | Ikke-album single |
| "—" viser at udgivelserne ikke opnåede nogen hitlisteplacering eller at de ikke blev udgivet i området.. |              |    |    |                   |